# 艾提恩·德·西魯耶特
艾提恩·德·西魯耶特（法語：Étienne de Silhouette，1709年7月5日—1767年1月20日）是法國貴族、路易十五的財務總監（財務大臣）。

## 略歷
生於法國中部的利摩日，父親是比亞希茲出身的巴斯克人。曾留學倫敦，學習英國經濟。翻譯亞歷山大·波普等人的著作。
七年戰爭後擔任財務總監。為了解決路易十四的對外戰爭和浪費造成的財政難題，減少皇室的家庭支出、改革年金、鼓勵自由貿易、禁止國民奢侈浪費等，又計畫向貴族和教會徵稅，最後招致反對而下台。因為勵行節約，Silhouette成為「剪影」技法的語源。

## 脚注
1. ↑  .   [2020-02-10]. （原始内容存档于2021-03-24）.